# Gossatjärnen
Gossatjärnen är en sjö i Bollnäs kommun i Hälsingland och ingår i Testeboåns huvudavrinningsområde. Sjöns area är 0,038 kvadratkilometer och den är belägen 314 meter över havet.